# Tilomar (Verwaltungsamt)
| \| \| |
|       |

|  |

Tilomar ist ein osttimoresisches Verwaltungsamt (portugiesisch Posto Administrativo) in der Gemeinde Cova Lima. Der Verwaltungssitz befindet sich in Casabauc.

## Geographie

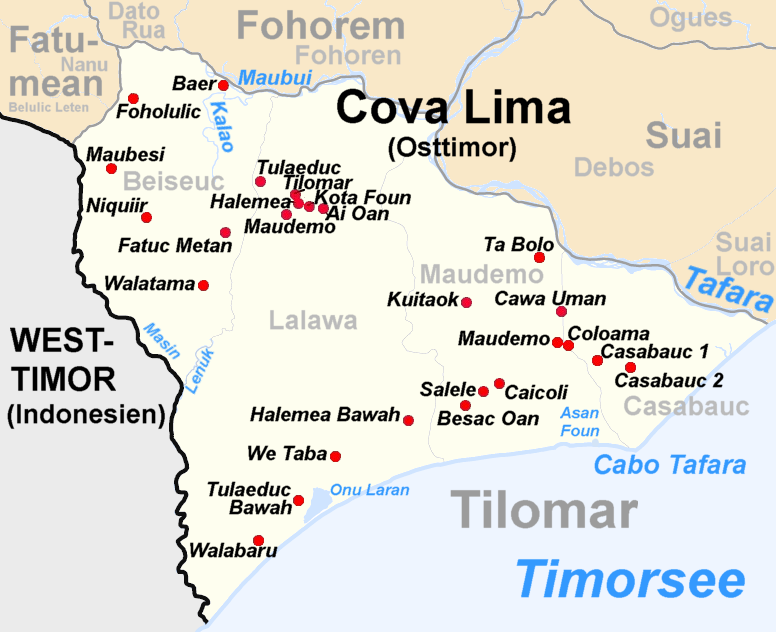
Orte und Flüsse in Tilomar (Grenzen bis 2015)

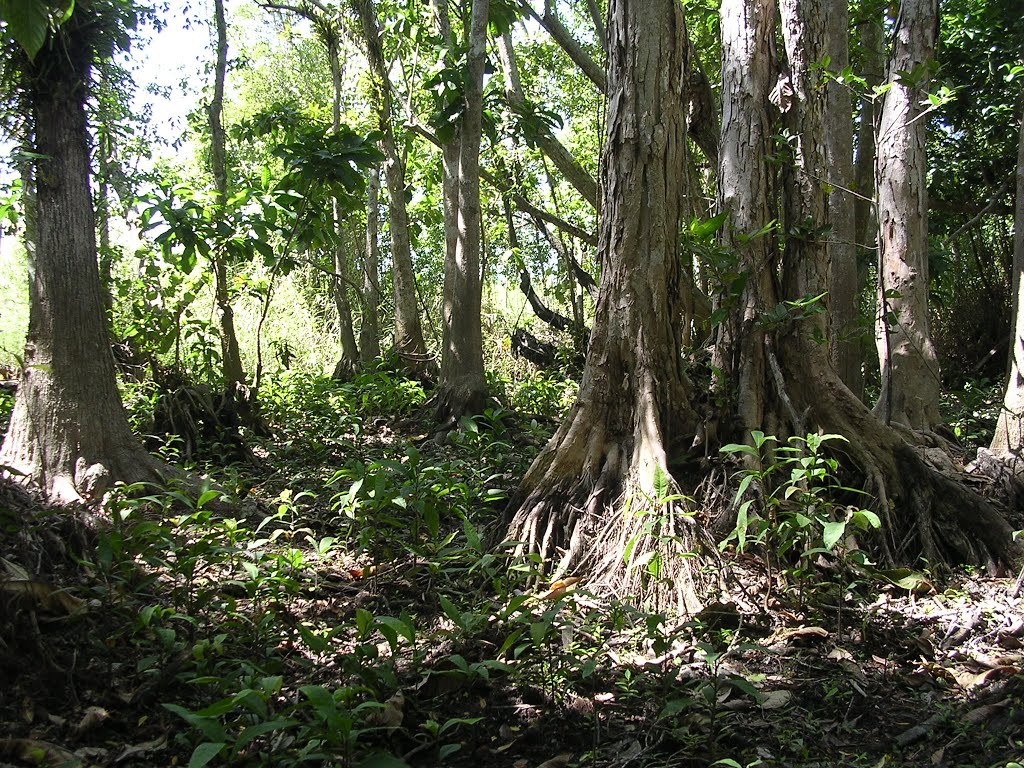
Sumpfwald umschließt den See Onu Laran im Süden von Beiseuc

Das Verwaltungsamt Tilomar liegt im Südwesten Cova Limas. Nördlich befinden sich die Verwaltungsämter Fatumean, Fohorem und Suai. Im Westen grenzt Tilomar an den indonesischen Distrikt Ostkobalima (Regierungsbezirk Malaka, Provinz Ost-Nusa Tenggara). Bis 2014 wurden die Verwaltungsämter noch als Subdistrikte bezeichnet. Vor der Gebietsreform 2015 hatte Tilomar eine Fläche von 194,64 km². Die Grenzen der Sucos innerhalb Tilomars verschoben sich teilweise deutlich. Die Grenzen verschoben sich nicht, die neue Landvermessung ergab eine Fläche von 194,13 km².
Tilomar teilte sich laut der offiziellen Verordnung von 2003 in drei Sucos: Beiseuc (ehemals Foholulik, Faholulic), Lalawa und Maudemo (Maudemu). Bis 2004 wurde zusätzlich der Suco Casabauc (Casabauk) geschaffen.
Das bewaldete Tilomar-Reservat ist ein seit 1983 existierendes Schutzgebiet mit einer Fläche von schätzungsweise 12.800 Hektar. 2000 wurde es zum Wildschutzgebiet erklärt. Außerdem wurde das Gebiet als Important Bird Area ausgewiesen. Hier finden sich seltene Vogelarten, wie die stark gefährdete Wetar-Taube und der Gelbwangenkakadu, aber auch der Mähnenhirsch und das Leistenkrokodil im Fluss Tafara. Die 205 Hektar Sandelholz sind die größten Bestände in der Gemeinde und gehören zu den letzten Reste des Exportguts, wofür Timor jahrhundertelang bekannt war. Der Onu Laran im Süden von Beiseuc, der zum Schutzgebiet gehört, ist der größte See von Cova Lima.

Klimadaten
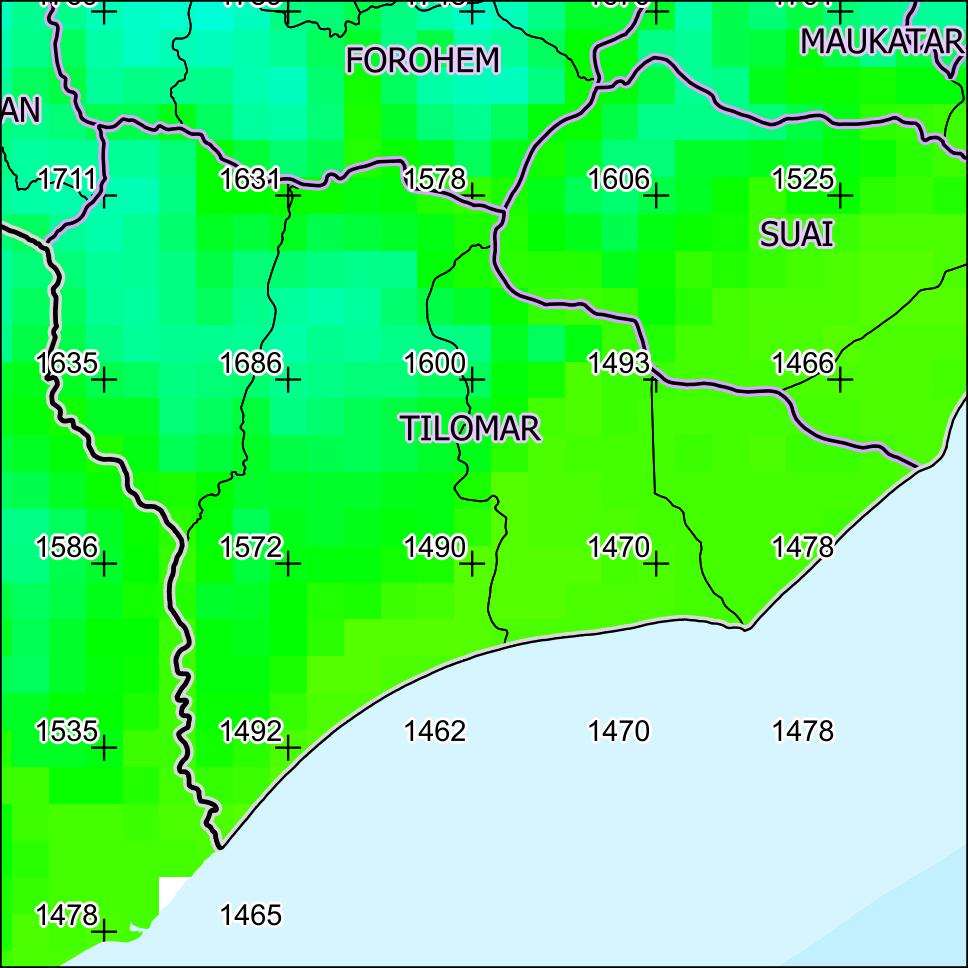
Jährliche Niederschlagsmenge (2000)
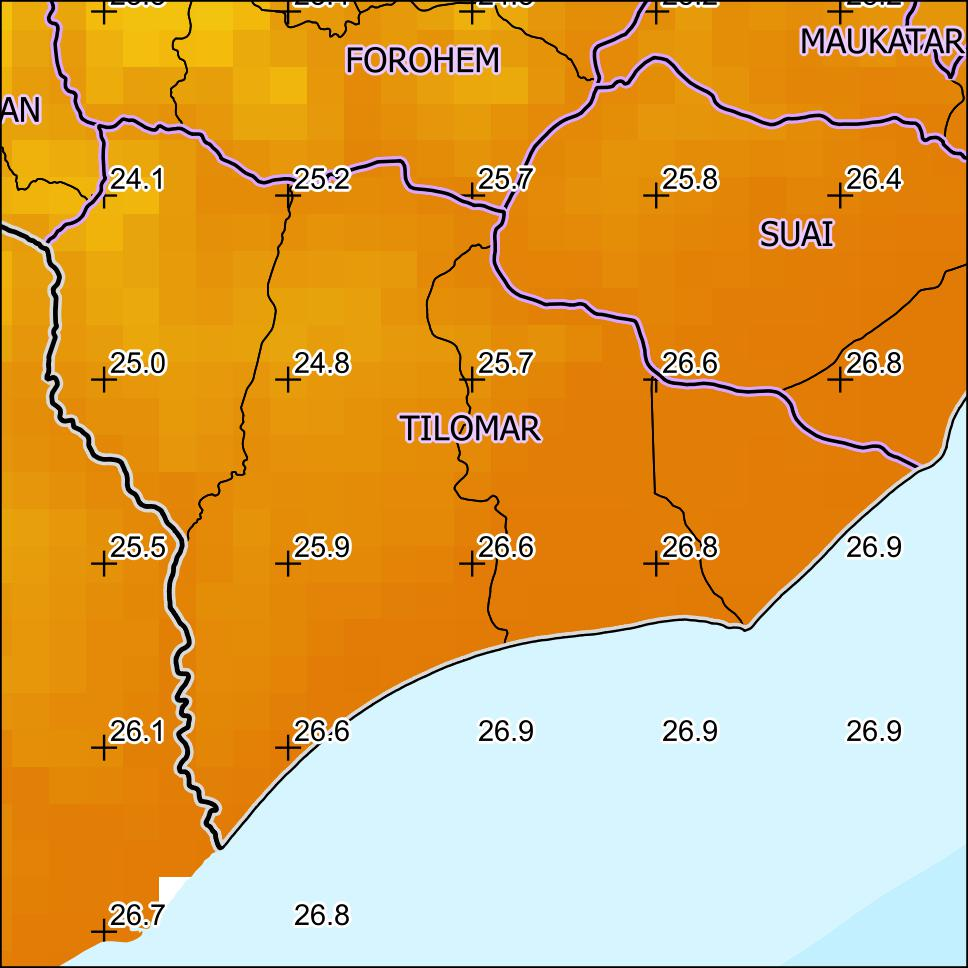
Jahresdurchschnitts-temperatur (2000)

## Einwohner
In Tilomar leben 9.977 Menschen (2022), davon sind 5.096 Männer und 4.881 Frauen. Im Verwaltungsamt gibt es 2.144 Haushalte. Die größte Sprachgruppe bilden die Sprecher des Tetum Terik, eines Dialekts der Amtssprache Tetum. Eine große Minderheit spricht die Nationalsprache Bunak. Auffällig ist im Verwaltungsamt der hohe Anteil von Müttern im Teenageralter. Pro Jahr kommt es zu 114,5 Lebendgeburten pro 1000 Mädchen im Alter zwischen 15 und 19 Jahren. Dies ist landesweit der höchste Wert (Landesdurchschnitt: 59,2) und liegt sogar über dem weltweiten Höchstwert von El Salvador von 108 Geburten. Der Altersdurchschnitt beträgt 18,2 Jahre (2010, 2004: 18,4 Jahre).

## Geschichte

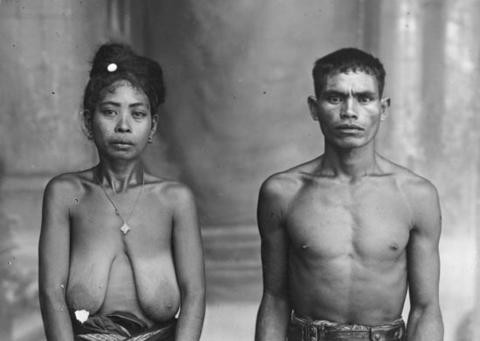
„Ein Tetum-Ehepaar aus Tilomar (Fronteira)“, Álbum Fontoura, vor 1940

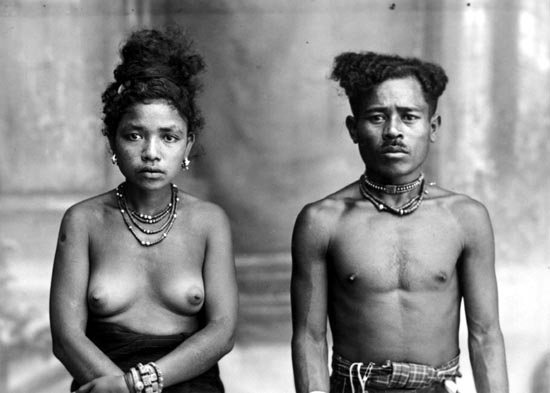
„Ein Bunak-Ehepaar aus Tilomar (Fronteira)“, Álbum Fontoura, vor 1940

Lalawa war eines der traditionellen Reiche Timors, die von einem Liurai regiert wurden. Es erscheint auf einer Liste von Afonso de Castro, einem ehemaligen Gouverneur von Portugiesisch-Timor, der im Jahre 1868 47 Reiche aufführte. Gouverneur José Celestino da Silva führte im März 1895 eine Offensive gegen Lalawa, Casabauc und weitere benachbarte Reiche um sie endgültig für Portugal zu unterwerfen.
Die Bunak im höher gelegenen Teil von Lalawa und in Beiseuc kamen in einem großen Flüchtlingsstrom aus dem damaligen Distrikt Bobonaro, als sie im Zweiten Weltkrieg vor der japanischen Armee flohen. Guerillaeinheiten der Alliierten hatten gegen die Japaner von Lolotoe und dem Ort Bobonaro aus operiert, woraufhin im August 1942 die japanischen Truppen Vergeltungsmaßnahmen gegen die Zivilbevölkerung in Bobonaro durchführten, was vermutlich mehreren Zehntausend Menschen das Leben kostete und andere in die Flucht trieb.
Am 25. Dezember 1975 besetzte die indonesische Armee den Ort Tilomar. Um den Angriffen zu entgehen, flohen die meisten Einwohner der Verwaltungsämter Fohorem, Fatululic, Fatumean und Tilomar zum Berg Taroman. Andere flohen in die Dörfer Dato Tolu, Fatuloro, Taroman und Lactos. Die Bunak im Flachland zwischen Suai und der Grenze zu Indonesien wurden aus nördlichen Sucos Cova Limas, wie Fatululic und Taroman, durch die indonesische Besatzungsmacht zwangsumgesiedelt. Offizielles Ziel war ein Entwicklungsprogramm für den Reisanbau.
Im Umfeld des Unabhängigkeitsreferendums in Osttimor 1999 kam es auch in Tilomar zu Gewalttaten. Hier im damaligen Subdistrikt Tilomar, in Salele hatte die pro-indonesischen Miliz Laksaur ihre Basis. Oberster Kommandant der Miliz war Olivio Mendonça Moruk (auch bekannt als Alisio Mau). Der Beamte für Öffentliche Arbeit war früher Chefe de Suco von Foholulik, wurde aber wegen Korruption und sexuellem Missbrauch entlassen. Am 23. April 1999 wurden drei Unabhängigkeitsbefürworter ermordet, ein weiterer verschwand aus dem Dorf Niquiir (Nikir). Indonesisches Militär und Mitglieder von Laksaur zerstörten im Dorf Fatuc Metan (Fatukmetan) mehrere Häuser und folterten die Bewohner. 950 Einwohner flohen in eine Kirche und eine Schule. Der Führer von Laksaur in Tilomar (Danton) Miguel Mau wurde für die Verbrechen am 26. November 2003 zu neun Jahren Haft verurteilt.
Am 24. Juli 2000 wurde der neuseeländische INTERFET-Soldat Leonard W. Manning am Hügel Foho Debululik bei einem Gefecht mit neun Milizionären erschossen. Es war das erste Mal seit dem Vietnamkrieg, dass ein neuseeländischer Soldat in einem Gefecht fiel und Manning war der erste im Kampf getötete INTERFET-Soldat. Zu seinem Gedenken wurde in Tilomar ein weißes Gedenkkreuz aufgestellt und eine Stiftung gegründet, die jährlich an acht Schülern aus Cova Lima ein Stipendium für die Technische Schule Dom Bosco nahe Baucau vergibt. Seitdem starben vier weitere neuseeländische Soldaten in Osttimor.
Am 30. Juli 2001 wurde ein indonesischer Soldat an der Grenze bei Tilomar von neuseeländischen Soldaten erschossen, nachdem er das Feuer auf sie eröffnet hatte.

## Politik

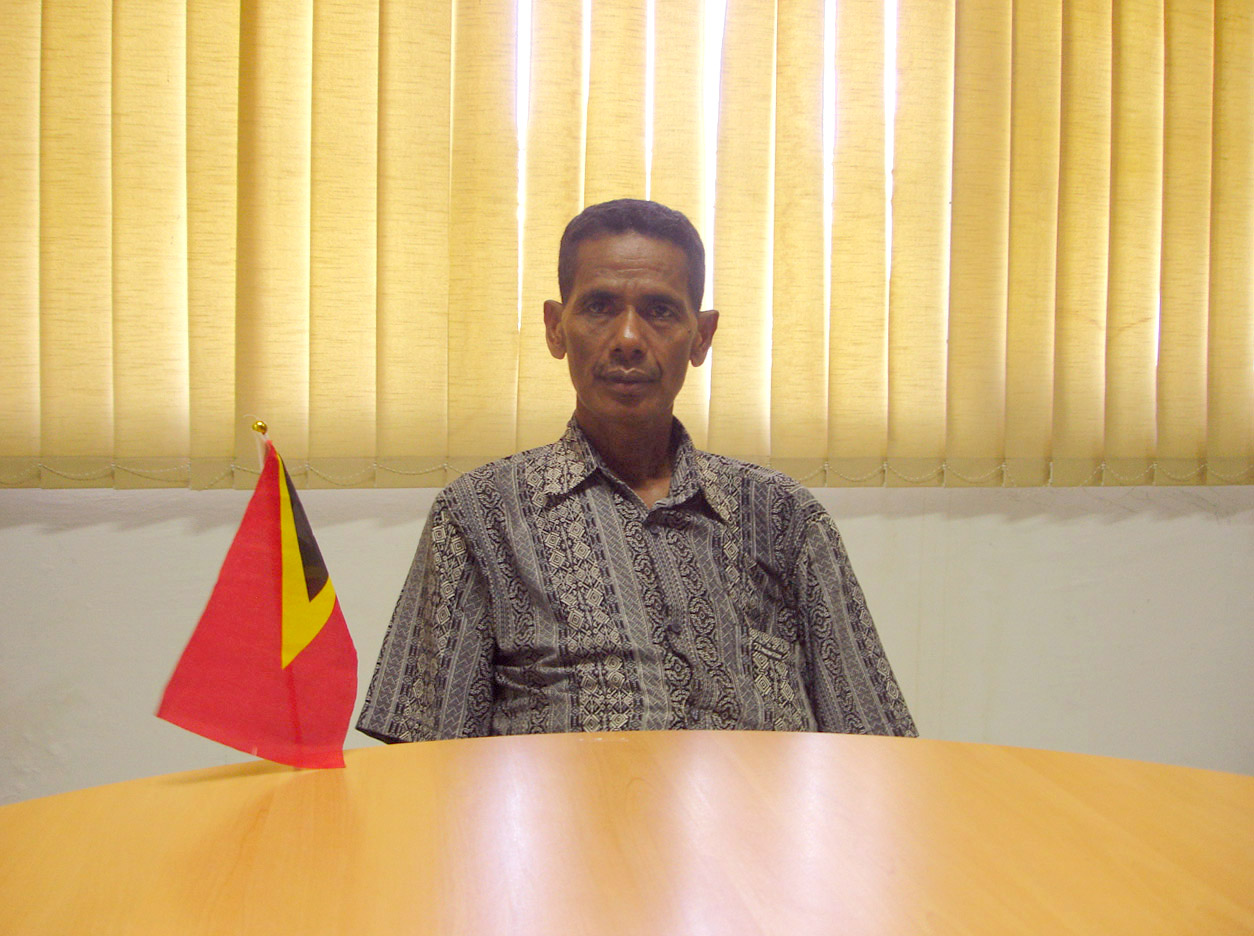
Administrator John Amaral (2013)

João Mendonça de Araújo war in der indonesischen Besatzungszeit zeitweise Chef (camat) des Subdistrikts.
Der Administrator des Verwaltungsamts wird von der Zentralregierung in Dili ernannt. 2015 war dies John Amaral und 2016 José da Fatima Xavier. Am 29. Januar 2024 wurde Venancio Sarmento zum Administrator ernannt.

## Wirtschaft
59 % der Haushalte im Verwaltungsamt bauen Mais an, 58 % Maniok, 53 % Gemüse, 48 % Kokosnüsse, 15 % Reis und 8 % Kaffee.